# لينا جوردن
لينا جوردن هي لاعبة سيرك ‏ روسية، ولدت في عقد 1880، وتوفيت في القرن العشرين.